# Justice (Star Trek: The Next Generation)
"Justice" é o oitavo episódio da primeira temporada da série de ficção científica estadunidense Star Trek: The Next Generation. Foi exibido pela primeira vez nos Estados Unidos por redifusão em 9 de novembro de 1987, tendo sido dirigido por James L. Conway e escrito por Worley Thorne a partir de uma história sua e John D. F. Black. The Next Generation se passa no século XXIV e acompanha as aventuras da tripulação da nave estelar USS Enterprise-D. Neste episódio, Wesley Crusher é sentenciado a morte por quebrar a lei em um planeta alienígena enquanto o protetor desse planeta proíbe qualquer interferência.
Black originalmente concebeu uma história que exploraria o tema da pena de morte, porém esta foi bastante reescrita por Thorne e pelo produtor executivo Gene Roddenberry, algo que fez Black pedir para ser creditado sob um pseudônimo. "Justice" foi o primeiro episódio de The Next Generation a ser filmado principalmente em locação, com cenas filmadas em Van Nuys e San Marino na Califórnia. O episódio teve a segunda melhor audiência de toda a temporada, atrás apenas do episódio piloto, porém sua recepção por parte da crítica foi negativa, que destacou problemas com o enredo e a qualidade das atuações.

## Enredo
A tripulação da USS Enterprise chega no recém descoberto paradisíaco planeta Rubicun III para uma licença. Alguns tripulantes são enviados para a superfície e se encontram com os edo, os nativos do planeta, sendo muito bem recebidos por Rivan e Liator. Enquanto isso, a Enterprise descobre uma estranha nave estelar também orbitando o planeta, com uma orbe de luz entrando na ponte, incapacitando o tenente-comandante Data e avisando o capitão Jean-Luc Picard para não interferir com os edo, quem a orbe chama de "meus filhos". Os tripulantes na superfície descobrem que os edo usam pena de morte para qualquer infração de suas leis, porém ao mesmo tempo Wesley Crusher, enquanto brincava com outros adolescentes edo, acidentalmente quebra uma estufa e é sentenciado a morte. Picard vai à superfície para conversar com os edo e tentar salvar Wesley, porém os habitantes interpretam isso como uma tentativa de interferência por parte da Federação dos Planetas Unidos.
Picard indaga sobre a misteriosa nave em órbita e descobre que os edo a idolatram como um deus. Rivan é levada para a Enterprise a fim de confirmar se a nave realmente é o deus edo, mas este ameaça a tripulação e sentencia todos a bordo também à morte. Picard retornar à superfície e anuncia que está disposto a arriscar a ira do suposto deus. Ele ordena que Wesley seja teletransportado para a Enterprise, mas a entidade incapacita o teletransporte e novamente ameaça destruir a nave. Picard implora com o deus edo de que devem existir exceções nas leis para que assim possa existir justiça, com isto fazendo o teletransporte voltar a funcionar, permitindo que todos voltem à nave. Picard se comunica mais uma vez com a entidade, com esta avisando para ficarem longe dos edo. A nave misteriosa desaparece e a Enterprise parte logo em seguida.

## Produção

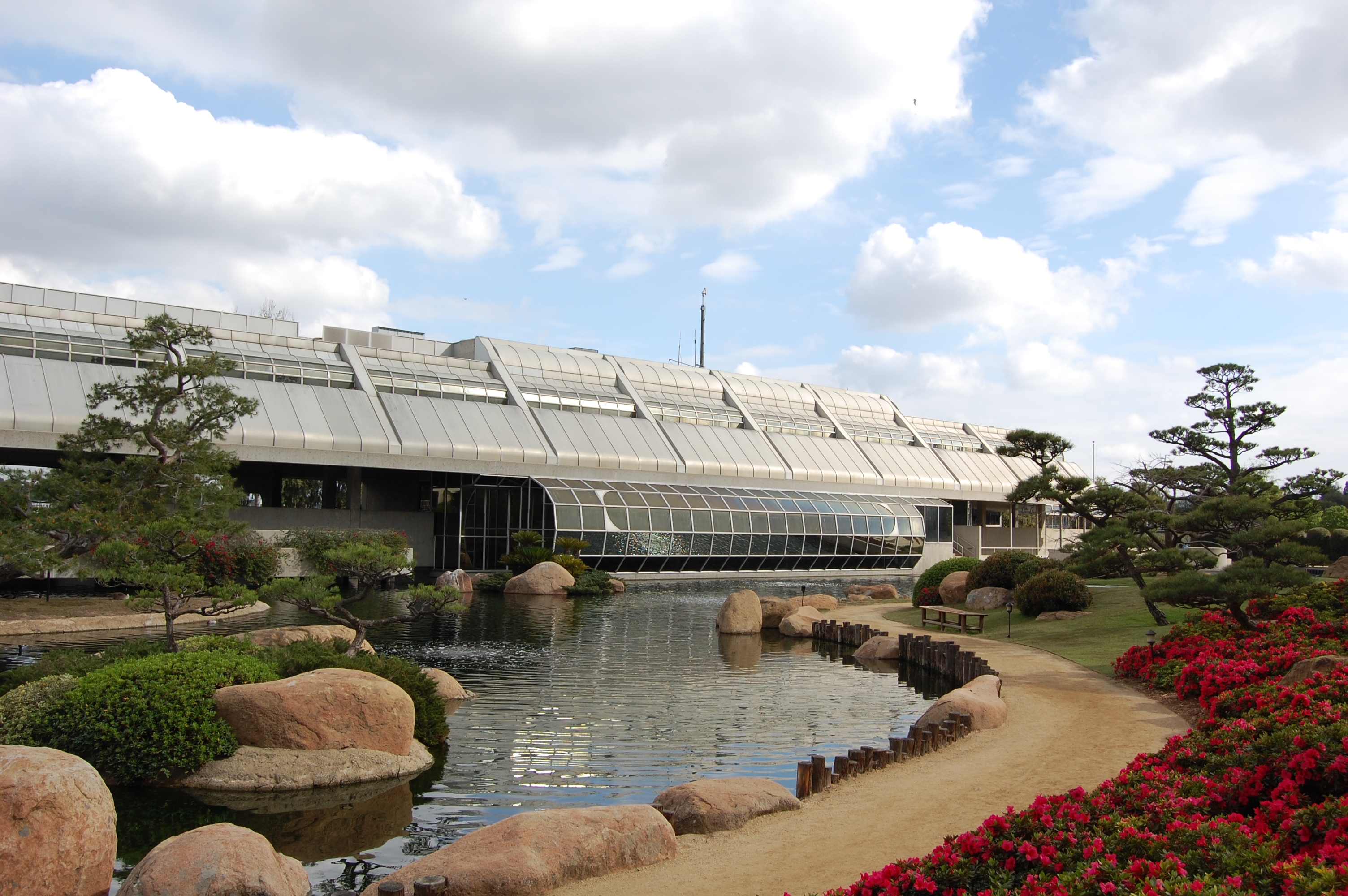
Várias cenas de "Justice" foram filmadas na Estação de Reuso de Água Tillman

A história original do roteirista John D. F. Black era sobre pena de morte, envolvendo uma colônia em que a pena de morte era usada para qualquer tipo de infração, exceto para aquelas imunes à lei. Um oficial de segurança da USS Enterprise seria morto por um policial local e este então seria morto por seu parceiro por matar injustamente o tripulante. Existiria uma facção rebelde no planeta lutando para derrubar as leis, com o capitão Jean-Luc Picard inicialmente não se envolvendo por causa da Primeira Diretriz. Um segundo rascunho tinha o líder rebelde sendo executado por traição. Black explicou a premissa: "Digamos que o que fazemos é matar todos os terroristas ou suspeitos de terrorismo. Agora, as pessoas que mataram todo mundo, o que fazem?" Entretanto, essa ideia foi reescrita pelo roteirista Worley Thorne e pelo produtor executivo Gene Roddenberry, o criador de Star Trek: The Next Generation, que criaram a entidade semelhante à deus e sexualizaram os edo. Isto fez Black pedir para ser creditado sob o pseudônimo Ralph Wills.
"Justice" foi dirigido por James L. Conway. Josh Clark interpretou um piloto da Enterprise em "Justice", posteriormente conseguindo o papel recorrente do tenente Joe Carey nas sete temporadas de Star Trek: Voyager. Este foi o primeiro episódio de The Next Generation a ser filmado em sua maior parte em locações, além do primeiro com alguma cena em locação desde a cena do holodeque no episódio piloto "Encounter at Farpoint". As filmagens de várias cenas ocorreram no jardim japonês da Estação de Reuso de Água Tillman em Van Nuys, na Califórnia. Este local ficava diretamente abaixo da trajetória de voo do Aeroporto de Van Nuys, com o barulho dos aviões sendo tão alto que os atores precisaram depois regravar suas falas em estúdio. A cena em que Wesley Crusher cai na estufa foi filmada no terreno da Biblioteca Huntington em San Marino. Os produtores gostaram tanto da Estação de Reuso de Água Tillman que ela foi utilizada no episódio "The First Duty" da quinta temporada e em vários episódios de Voyager, Star Trek: Deep Space Nine e Star Trek: Enterprise.

## Repercussão

### Audiência
"Justice" foi exibido pela primeira vez nos Estados Unidos por redifusão na semana que começou em 9 de novembro de 1987. Teve um índice Nielsen de 12,7, refletindo a porcentagem das residências que assistiram ao episódio. Foi a segunda melhor audiência da temporada, atrás apenas de "Encounter at Farpoint".

### Crítica
O ator Wil Wheaton, intérprete de Wesley Crusher, avaliou o episódio décadas depois para a AOL TV e disse que existiam problemas de atuação e enredo, especialmente quando Picard teletransporta Rivan para a Enterprise, algo que Wheaton considerou uma clara violação da Primeira Diretriz. Por outro lado, ele achou que existia uma boa dinâmica entre Picard e o resto da tripulação e que o episódio abordava um verdadeiro problema de ética de maneira melhor vista em Battlestar Galactica. Keith R. A. DeCandido da Reactor achou que apesar de existirem alguns bons momentos, o episódio "desmorona sob o peso do seu próprio ridículo". DeCandido também criticou os edo como caricaturas e achou que o enredo envolvendo Wesley era previsível, mas que o roteiro mesmo assim ajudou a estabelecer Picard como um "grande personagem".
James Hunt da Den of Geek gostou da ideia central de "Justice", mas afirmou que era típico dos episódios de baixa qualidade das primeiras temporadas de The Next Generation, também criticando bastante os figurinos. Hunt achou que vários elementos do enredo não foram abordados, como a origem da entidade alienígena e o motivo dos edo a temerem, e que era melhor que o público pulasse este episódio. R. L. Shaffer da IGN achou que o episódio começa "erótico e divertido" até todo o subenredo da Primeira Diretriz começar, também comentando que era um episódio interessante para como um episódio semelhante de Star Trek: The Original Series normalmente funcionaria. Jamahl Epsicokhan da Jammer's Reviews que o deus do edo era mais uma "Forma de Vida Infinitamente Superior clichê" e que o debate era "mais obtuso do que esclarecedor".

## Mídia caseira
A primeira vez que "Justice" foi disponibilizado em mídia caseira foi em 1 de abril de 1992 quando foi lançado no formato VHS nos Estados Unidos e Canadá. Foi lançado em LaserDisc no Japão em 10 de junho de 1995 como parte da coleção da primeira metade da primeira temporada. Foi lançado em DVD em 26 de março de 2002 como parte da coleção completa da primeira temporada. Foi remasterizado e lançado em Blu-ray em 24 de julho de 2012 como parte da coleção da primeira temporada.